# جان ماري تشارلز أبادي
جان ماري تشارلز أبادي (بالفرنسية: Charles Abadie)‏‏ (25 مارس 1842 - 29 يوليو 1932 في تارن) طبيب عيون فرنسي. هُناك علامة طبية باسمه وهي علامة أبادي للدراق الجحوظي.

## الجوائز
- وسام جوقة الشرف من رتبة فارس